# Народная монархическая партия
Народная монархическая партия (порт. Partido Popular Monárquico) — португальская либерально-консервативная политическая партия. Выступает в целом с общедемократических позиций, но предлагает установление конституционной монархии, отстаивает португальские традиционные ценности[уточнить].

## Монархическая оппозиция салазаризму
Монархические группы, оппозиционные режиму Антониу Салазара, существовали в Португалии с 1930-х годов. Салазар, будучи по многим признаком сторонником монархии, считал её реставрацию нереальной и не допускал самостоятельной политической деятельности монархистов вне Национального союза. Объективно призыв к восстановлению монархии в условиях Нового государства был оппозиционной позицией.
Монархическая оппозиция формировалась не только из консервативных сторонников реставрации, но и — в силу особенностей лузитанского интегрализма — из радикальных национал-синдикалистов. Видным деятелем португальского монархизма был лидер национал-синдикалистского движения Франсишку Ролан Прету, решительный противник Салазара, подпольщик и политэмигрант.
Первоначально последовательные монархисты были оппозицией справа «Новому государству». Но начиная с 1950-х в монархическом движении стали усиливаться общедемократические тенденции. На президентских выборах 1958 года оппозиционные монархисты поддержали Умберту Делгаду. В 1969 Монархический избирательный комитет выдвигал альтернативный правительственному список на выборах в Лиссабоне, блокировался с леворадикальными демократами, требовал восстановления политических свобод. В 1970 оппозиционные монархисты — Народное монархическое движение, Народная монархическая лига, Португальское обновление — создали коалицию Монархическая конвергенция (CM).

## В послереволюционной политической борьбе
25 апреля 1974 года Революция гвоздик свергла режим «Нового государства». Началось интенсивное создание политических партий самой различной направленности. 23 мая 1974 лидеры Монархической конвергенции учредили Народную монархическую партию (PPM). 17 февраля 1975 года партия была зарегистрирована Верховным судом.
Председателем Конгресса PPM стал Франсишку Ролан Прету. Политический комитет возглавил ландшафтный архитектор и оппозиционный политический активист Гонсалу Рибейру Теллеш В партийное руководство вошли также искусствовед Энрике Баррилару Руаш, юрист Аугушту Феррейра ду Амарал, инженер Луиш Коимбра, политолог Антониу Соза Лара.
Требование восстановить монархию («наподобие шведской») содержалось в партийной программе, но не являлось главным в практической политике PPM. В партии даже не было единства относительно того, кто является законным претендентом на престол — герцог Браганса Дуарте Пиу или представители мигелистской ветви. Партия выступала с общедемократических позиций правоцентристского направления. При этом группа активистов CM откололась от PPM, посчитав партию «слишком прогрессистской» и создала Либеральную партию. В противостоянии 1975—1976 PPM поддерживала антикоммунистические силы, но не участвовала в насилии Жаркого лета.
На выборах в Учредительное собрание 1975 партия получила лишь 0,6 % голосов, на выборах в Ассамблею Республики 1976 — немногим более 0,5 %. Рибейру Теллеш занимал пост госсекретаря по защите окружающей среды в правительствах Аделину да Палма Карлуша, Вашку Гонсалвиша, Мариу Соареша (но в личном качестве, а не как представитель партии).
В 1979 году PPM присоединилась к Демократическому альянсу (AD) Социал-демократической партии и Социально-демократического центра во главе с Франсишку Са Карнейру. (Интересно, что советские политические обозреватели рассматривали монархистов как наиболее умеренных в плане антикоммунизма участников коалиции.) Демократический альянс одержал победу на парламентских выборах 1979 и 1980.
В результате выборов 1979 пять, на выборах 1980 шесть представителей PPM были депутатами парламента. Лидер PPM Рибейру Теллеш занимал пост министра по вопросам качества жизни в правительстве Франсишку Пинту Балсемау 1981—1983.
Народная монархическая партия позиционируется как «одна из великих национальных партий, создававших конституционный строй Португалии».

## Программные принципы
Главной программной целью Народной монархической партии названа защита национального суверенитета и свободы португальцев. Далее говорится о развитии сотрудничества с португалоязычными странами «на основе универсалистского сознания, характерного для Португалии».
Особое внимание PPM уделяет экологическим проблемам, защите окружающей среды, сохранению природного ландшафта, переходу к альтернативной энергетике. Это направление тесно связано с отстаиванием традиционных ценностей, португальских форм производства (особенно сельскохозяйственного), семьи, культуры и быта.
В экономике PPM придерживается либеральных позиций, выступает за всемерное развитие малого предпринимательства. В политической сфере добивается максимального развития самоуправления на основе либертарного муниципализма.
Партия «поощряет свободное выражение португальцев», которое может привести к «созданию представительной монархии, обеспечивающей высшую степень свободы, социальной справедливости и гражданских прав». PPM входит в объединение Международная монархическая конференция. Однако монархизм PPM носит в основном теоретический характер. Партия не поддерживает претензий Дуарте Пиу и не поддерживается с его стороны. Экологические или муниципалистские установки играют в партийной политике значительно большую роль.

## Электоральные результаты
После распада AD, с 1983 по 2019, PPM одиннадцать раз участвовала в парламентских выборах, но собирала 0,2—0,5 % голосов. В 2005—2009 два члена PPM были депутатами от Социал-демократической партии. На выборах 6 октября 2019 за PPM проголосовали менее 8 тысяч избирателей — 0,15 %. Парламентского представительства партия не получила.
Несколько более успешно PPM выступала на выборах в Европарламент 1987 и 1989 — соответственно 2,8 % и 2 %. После этого поддержка снизилась до уровня 0,3—0,5 %. На евровыборах 2019 партия выступала в составе правопопулистской коалиции BASTA! с партией Chega и Партией гражданства и христианской демократии. За коалицию проголосовали почти 50 тысяч избирателей — около 1,5 %. Этого оказалось недостаточно для получения хотя бы одного мандата.
На президентских выборах PPM — как партия сторонников монархии — обычно не выдвигала и не поддерживала кандидатов. Исключения составили выборы 1980, когда партия в составе AD поддержала Антониу Соареша Карнейру (проиграл Рамалью Эанешу) ивыборы 2016, когда партия поддержала Марселу Ребелу ди Соза (избран президентом Португалии).
На досрочных парламентских выборах 10 марта 2024 PPM выступала в коалиции, вновь названной Демократический альянс и объединившей те же партии, что в 1980 году. Выборы ознаменовались сокрушительным поражением Соцпартии и относительным успехом альянса. Коалиция получила более 1,8 миллиона голосов (почти 30 %). Присоединение к победившему альянсу выглядело удачным политическим решением, но привело к выходу из PPM молодёжной организации, возмущённой блоком с республиканцами.

## Лидеры
Франсишку Ролан Прету скончался в 1977 году.
В 1974—1987 — самый длительный период — председателем PPM был Гонсалу Рибейру Теллеш. В 1993 он вышел из PPM из создал консервативно-экологистскую Партию Земли.
В 1987—1989 партию возглавлял Аугушту Феррейра ду Амарал. В 1989 его сменил экономист и политолог Нуну Кардозу да Силва, занимавший пост председателя до 1993. В 1993—1997 во главе PPM стоял историк португальской династии и дворянских родов Фернанду ди Са Монтейру. С 1997 по 2005 председателем PPM являлся профессор Коимбрского университета Морреу Пигнателли Кейрош.
В 2005—2010 во главе PPM стоял инженер-эколог Нуну да Камара Перейра, широко известный в Португалии как популярный певец фаду. На период его руководства пришлось возвращение монархистов в парламент по списку социал-демократов. Камара Перейра вёл активные переговоры с Домом Браганса, но отношения партии с династией не удалось урегулировать.
В 2010 председателем PPM стал историк Паулу Эштеван, депутат законодательного собрания Азорских островов.
С августа 2017 партию возглавляет Гонсалу да Камара Перейра, брат Нуну да Камара Перейры, тоже певец фаду. Его первым политическим шагом стало коалиционное соглашение с председателем консервативной Народной партии Ассунсан Кристаш на выборах в городское собрание Лиссабона. Он резко осудил действующую администрацию столицы за «превращение Лиссабона в досуговый город юбок, корсетов и велосипедов, не предназначенный для работающих людей».
Гонсалу да Камара Перейра известен также эпатажным высказыванием на гендерную тематику («красивые бывают тупыми»), которое привело к публичному скандалу с известной актрисой Аной Бола.

## Символика
Эмблема партии — белая буква греческого алфавита Пси и белая аббревиатура PPM в синем круге.